# روزالي راينر
روزالي ألبرتا راينر (بالإنجليزية: Rosalie Alberta Rayner)‏‏(25 سبتمبر 1898 - 18 يونيو 1935) عالمة نفسانية بحثية وزوجة مساعد علم النفس بجامعة جونز هوبكنز جون بي. واطسون، والتي أجرت معه تجربة ألبرت الصغيرة الشهيرة، درست راينر في كلية فاسار وجامعة جونز هوبكنز، وخلال حياتها المهنية نشرت مقالات حول نمو الطفل والروابط العائلية مع واطسون وبشكل مستقل.

## بداية حياتها
ولدت راينر في بالتيمور بولاية ماريلاند في 25 سبتمبر 1898، كان والدها وجدها ألبرت ويليام راينر ووليام سولومون راينر على التوالي من رجال الأعمال الناجحين، بينما والدتها كانت ريبيكا سيلنر راينر، لها أخت تُدعى إيفلين، عانى ألبرت وليام راينر من التعامل مع خطوط السكك الحديدية والتعدين وبناء السفن، دعمت عائلة راينر أيضًا جامعة جونز هوبكنز حيث ساهمت فيها بمبلغ 10000 دولار في البحث، كان عم راينر إيزيدور راينر شخصية عامة بارزة، عمل إيزيدور كعضو في مجلس الشيوخ في ولاية ماريلاند وأدار الاستفسارات العامة بشأن غرق السفينة تيتانيك، بالإضافة إلى عمله كمدعٍ عام لماريلاند لمدة أربع سنوات.

## التعليم
واصلت روزالي راينر تعليمها في كلية فاسار في نيويورك، حيث تخرجت بدرجة البكالوريوس في الآداب عام 1919، في فاسار درست جنبًا إلى جنب مع ماري كوفر جونز التي أصبحت عالمة نفسية بارزة، بعد التخرج التحقت راينر بجامعة جونز هوبكنز بقصد الحصول على درجة عليا في علم النفس، تم تعيينها كمساعدة لجون ب. واتسون الذي اشتهر برائد نهج السلوكية، وتُعد السلوكية هي مصطلح قدمه واتسون في مجال علم النفس لوصف هدف التنبؤ بالسلوكيات الملحوظة والسيطرة عليها.

## أبحاثها
خلال فترة عملها في جامعة جونز هوبكينز أجرت راينر بحثًا عن الكحول في الجسم إلى جانب بحثها السلوكي مع واطسون، هدفت هي وواطسون إلى جعل الحياة الأسرية تعكس بيئة تجريبية استنادًا إلى الاعتقاد بأن السلوكيات لم تكن موصولة عند الولادة ولكن بدلاً من ذلك تم اكتسابها من خلال التكييف.
ادعت راينر وواطسون أنهم درسوا أكثر من 500 طفل وكانت تجربة ألبرت الصغير هي محاولتهم الوحيدة في تجربة نفسية (لن يتم تصنيفها كتجربة اليوم)، كان أساس دراستهم تكييف طفل يبلغ من العمر 9 أشهر يُشار إليه باسم «ألبرت» للخوف من فأر أبيض القدمين والذي كان سابقًا محفزًا محايدًا، تم تعميم الخوف على المنبهات البيضاء والفروية الأخرى مثل معاطف الفرو والأرانب وقناع سانتا كلوز، تم نشر نتائج الدراسة في مجلة علم النفس التجريبي، وعلى الرغم من بروزها فإن دراسة «ليتل ألبرت» ستعتبر غير أخلاقية للغاية بالمعايير الحديثة.

### الإصدارات
عملت راينر وواطسون معًا على مقال درسوا فيه أكثر من 500 طفل في مراحل نمو مختلفة، استنتجت هذه المقالة استنتاجات حول السلوك وكيف أنه دائمًا نتيجة نوع من التحفيز، وذكر أيضًا أنه إذا كان يمكن رؤية العلاقة بين المنبه والسلوك فيمكن تدريس المزيد من أشكال التعبير العاطفي، يعتقد راينر وواطسون أن الأطفال يمكن أن يكون لديهم شخصية محددة في سن الثانية.
ساهمت راينر أيضًا في كتاب يسمى الرعاية النفسية للرضع والأطفال، شجع هذا الكتاب الأمهات على تناول تربية الأطفال بالمبادئ العلمية في فصل «الكثير من الحب الأمومي»، وصفت راينر كيف أن الحنان والحب تجاه الطفل يمكن أن يضران بالنمو، ذهبت راينر إلى حد القول إنه يمكن أن يؤثر سلبًا على الرضا الزوجي للطفل في المستقبل.
في عام 1930 تم نشر مقالة راينر الأولى التي كتبتها دون واطسون «أنا أم ابن السلوكية»، في المقال شجعت راينر على كسر روابط التعلق الأم في أقرب وقت ممكن، ومع ذلك فقد أكدت في المقال أيضًا عاطفتها تجاه أبنائها.
كشفت عالمة النفس والمؤرخة بجامعة نيو هامبشاير بن هاريس مؤخرًا عن مقالة أخرى بقلم روزالي راينر واطسون تُظهر وجهة نظرها بشأن الزواج والأسرة، والتي قد يقول البعض أنها تقدم تحليلاً نسويًا.

## حياتها الشخصية
تطور تعاون راينر مع واطسون إلى علاقة غرامية، مما أدى به إلى تطليق زوجته السابقة ماري إيكس، كان طلاقا صعبا فقد نُشرت رسائل حب واطسون إلى راينر في الصحف، وبسبب الفضيحة اضطر واطسون لمغادرة الأوساط الأكاديمية، ومع ذلك استمرت علاقته مع راينر، غادرت راينر أيضًا الجامعة قبل إكمال شهادتها وتزوج الاثنان في 31 ديسمبر 1920 وانتقلوا إلى كونيتيكت، حيث عمل واطسون في وكالة الإعلان جيه. والتر طومسون، كان لدى الزوجين ولدين ويليام وجيمس.
بعد طرد واتسون من جامعة جونز هوبكنز في عام 1920 بدأت الشائعات تنتشر أن هناك سببًا للإنهاء إلى جانب الفضيحة، أحد التفسيرات البديلة هو أن واطسون وراينر كانا يتعاونان في أبحاث الجنس الفسيولوجية، تم نشر هذه النظرية من قبل عالم النفس جيمس في. ماكونيل الذي لم يعتقد أن طلاق واتسون من زوجته كان مهمًا بما يكفي لتبرير الفصل، في الخمسينيات أخبر ديكي كولمان ماكونيل الذي عمل مع واطسون في الإعلان أن واتسون وراينر كانا يجران أبحاثًا بقياس استجاباتهما الفسيولوجية أثناء ممارسة الجنس، نشر ماكونيل الحكاية في كتابه عن علم النفس التمهيدي في عام 1974، وقد خلقت القصة جدلاً بسيطًا ألقى في نهاية المطاف الضوء على تناقضاتها الواقعية، تم فضح مزاعم ماكونيل نهائياً في عام 2007.

## وفاتها
توفيت راينر بشكل غير متوقع في 18 يونيو 1935 في مستشفى نورووك في ولاية كونيتيكت، أصيبت بالزحار من أكل فواكه ملوثة، كان واطسون مضطربًا بسبب وفاتها ولم يتزوج مرة أخرى، في السنوات اللاحقة أصيب ابناهما بالاكتئاب في مرحلة البلوغ، حاول الابنان الانتحار، فقط وليام أكمل الفعل، ذكر جيمس أن مبادئ والده بشأن السلوكية في ممارسات الأبوة الصارمة الخاصة بهم أعاقت قدرة أخيه وقدرته على التعامل بشكل فعال مع المشاعر الإنسانية، مضيفًا أنها تقوض احترام الذات في وقت لاحق من الحياة.